# Histoire des Juifs à Constantine

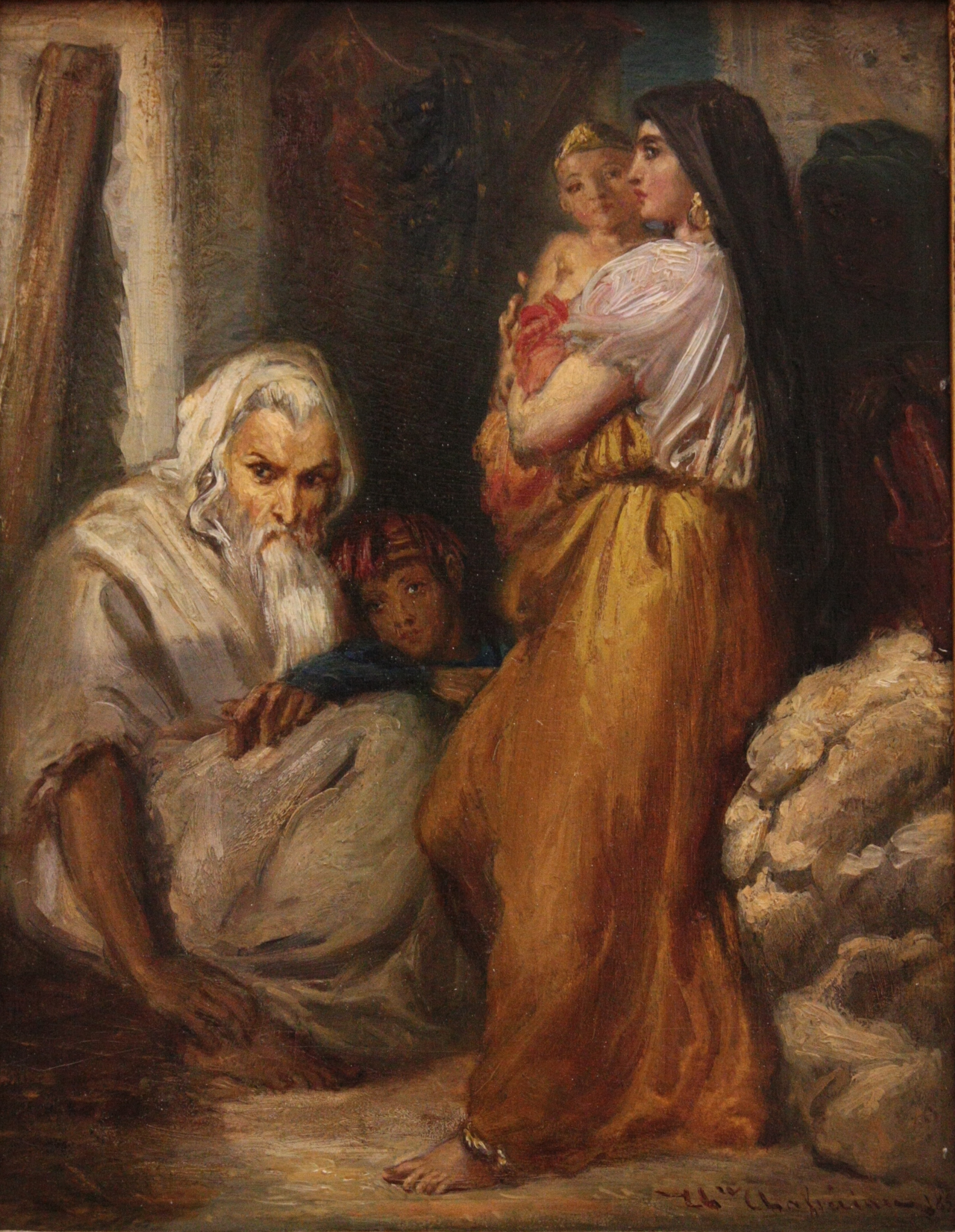
Intérieur juif à Constantine, T. Chassériau, xixe siècle

 (mars 2023).
Si vous disposez d'ouvrages ou d'articles de référence ou si vous connaissez des sites web de qualité traitant du thème abordé ici, merci de compléter l'article en donnant les références utiles à sa vérifiabilité et en les liant à la section « Notes et références ».
L'Histoire des Juifs à Constantine en Algérie s'étend de la période préislamique à la période contemporaine.

## Période pré-islamique
L'existence d'une présence juive à Constantine sous la période romaine est prouvée par des pierres tombales. Des épitaphes de deux noms latins avec la mention Judeus datant des premiers siècles de l'ère commune sont attestées,. Elle semble être liée au développement successif de communautés juives à Carthage et Rome puis plus tard en à Tipaza et Sétif,. Si beaucoup considèrent que les Juifs du Maghreb de la période préislamique sont le plus souvent issus de tribus berbères qui furent converties au judaïsme (notamment à cause de la mythique ﬁgure de la Kahéna), les historiens se montrent beaucoup plus prudents et réservés,. Mireille Hadas-Lebel considère que le prosélytisme juif parmi les populations locales est quasi-certain mais que ce phénomène est tardif : même si Tertullien le mentionne au IIIe siècle à Carthage,, ce n'est que plus tard que des Berbères se convertissent au judaïsme. En effet si l’hypothèse de la conversion massive de tribus entières paraît fragile, celle de conversions individuelles semble plus probable.

## Début de l'ère musulmane
C'est en 666 apr. J.-C. qu'ont débuté les premières conquêtes musulmanes de l'Afrique du nord(actuelle Tunisie) Sidi Oqba reprend l'attaque en 683 et défait rapidement les Byzantins qui détiennent la majeure partie de la région. En revanche les Berbères tiennent les Arabes en échec jusqu'à 708. D'après l'historien tunisien  ibn Khaldun, au XIVe siècle, les chefs de guerre des Berbères sont d'abord le chrétien Kosayla, puis la reine Kahéna. La religion de cette dernière fait très souvent débat. Certains la voient comme juive, d'autres chrétienne ou païenne. La reine Kahéna pratique la politique de la terre brûlée. Les regards de la communauté juive de Constantine sur cette chef de guerre semblent contrastés : « Cette maudite féroce, plus que tout autre, qui livra nos vierges à ses soldats et trempa ses pieds dans le sang de nos enfants… ».
À leur arrivée, au VIIIe siècle, la majeure partie de l'Afrique du nord est convertie à l'islam. Cependant y subsistent des communautés juives et chrétiennes. Ils en subissent de violentes persécutions sous les Almoravides et surtout les Almohades au XIIe siècle, sous lesquels la plupart des communautés dhimmis disparaissent,.
En 697 le général Hassan rallie de nombreux chrétiens chassés par ses déprédations et atteint la Kahena qu'il tue. Une grande partie de la population berbère se convertit à l'Islam. Cependant de nombreuses communautés juives et chrétiennes subsistent car, par le pacte d'Omar, ils deviennent des dhimmis et ont le droit de pratiquer leur religion en contrepartie d'un impôt.

## Période hafside
Les communautés juives sont profondément affectées par les persécutions des Almohades. Les souverains Hafsides finirent par occuper Constantine et la condition des juifs s'y améliora. Ils vivaient aux côtés des musulmans, faisaient du commerce avec eux, même pendant le shabbat. Le judaïsme de Constantine, affaibli, est régénéré par les juifs éclairés chassés d'Espagne en 1391 puis en 1492 avec des rabbins tels que Joseph Ben Maïr et Saqdia Nedjar.

## Période ottomane
Sous Salah Bey (1771-1792), un ghetto fut construit pour regrouper et parquer les juifs de Constantine au nord de la ville le long des ravins du Rhummel. À titre de mépris, il fut surnommé Kaa Charaa : « le cul de la ville. » En 1818 Ahmed Bey fit enlever 18 jeunes juives pour les offrir à son suzerain d'Alger. À cette époque le consul américain Sherrer écrit : « leur situation est un mélange d'abjection et d'horreur », le consul français écrit : « l'oppression et l'avilissement où ils vivent sont au-delà de l'idée qu'on pourrait s'en former. » Pourtant des traces culturelles juives de cette époque nous sont parvenues. Au XVIIe siècle le rabbin Messaoud Zerbib créé une synagogue qui porte son nom jusqu'à 1962. En 1715, il publiera à Livourne un célèbre commentaire de la Torah, Zerma Emet. Il meurt sous les supplices turcs sans renier sa foi en 1717. Youssef Guenassia, quant à lui, publia un dictionnaire français-chaldéen.

## Conquête française de Constantine
Alger est prise en 1830 mais Constantine résiste, aidée par ses remparts naturels. Les Français échouent une première fois en 1836 mais réussissent le 13 octobre 1837. Les juifs assuraient de gré ou de force le service des batteries turques et leurs boutiques furent pillées à l'instar de celles des musulmans.

## Auxiliaires des troupes françaises
Dès la conquête, le statut de dhimmis est caduc. L'acte de capitulation, signé à Alger, stipule :  « La liberté des habitants de toutes classes, leur religion, leurs propriétés, leur commerce et leur industrie ne subiront aucune contrariété. Les femmes seront respectées. ». Par mouvement de reconnaissance beaucoup de juifs deviennent auxiliaires des troupes françaises,.

## Pendant la colonisation française

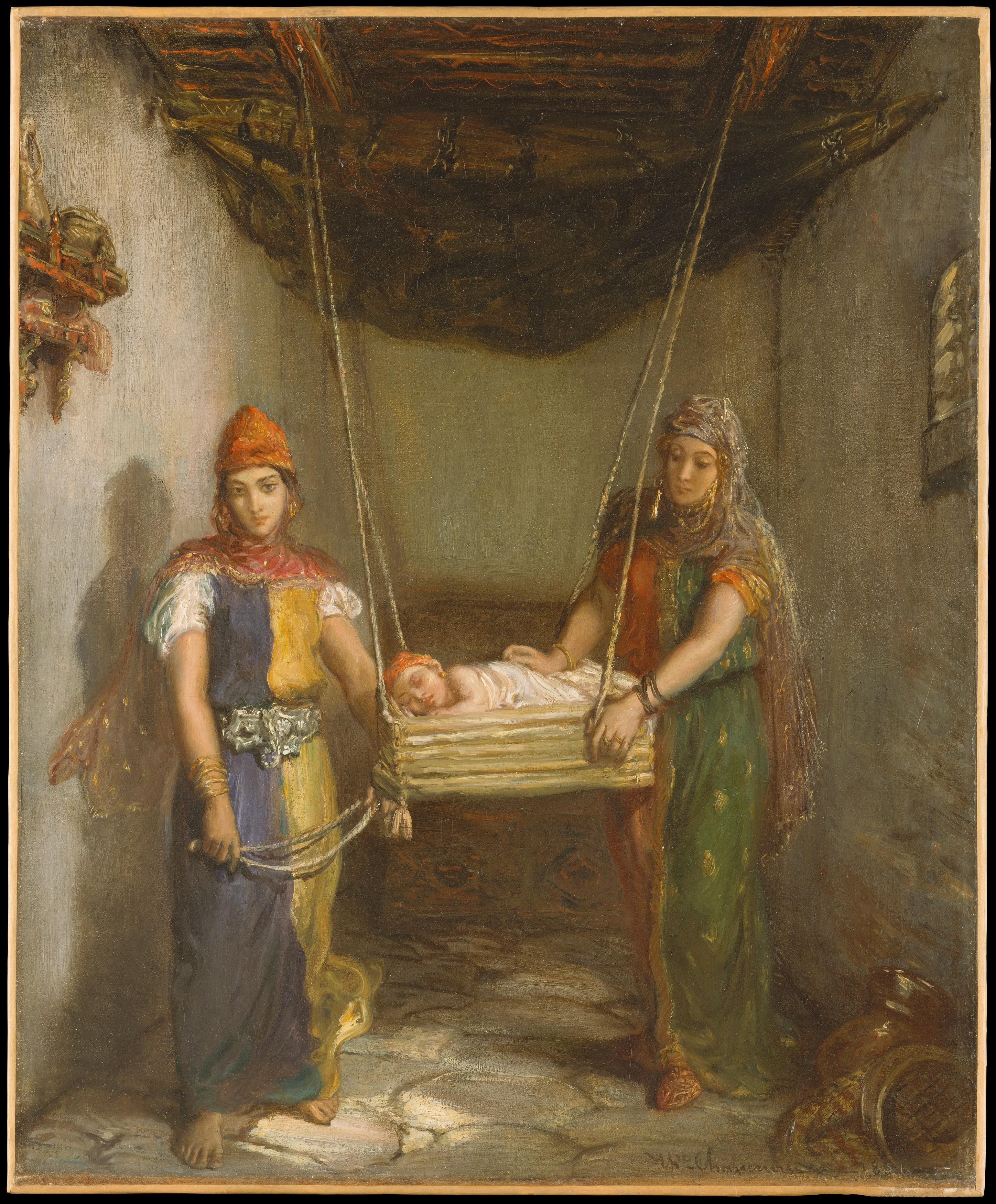
Scène dans le quartier juif de Constantine
Théodore Chassériau, 1851
Metropolitan Museum, New York

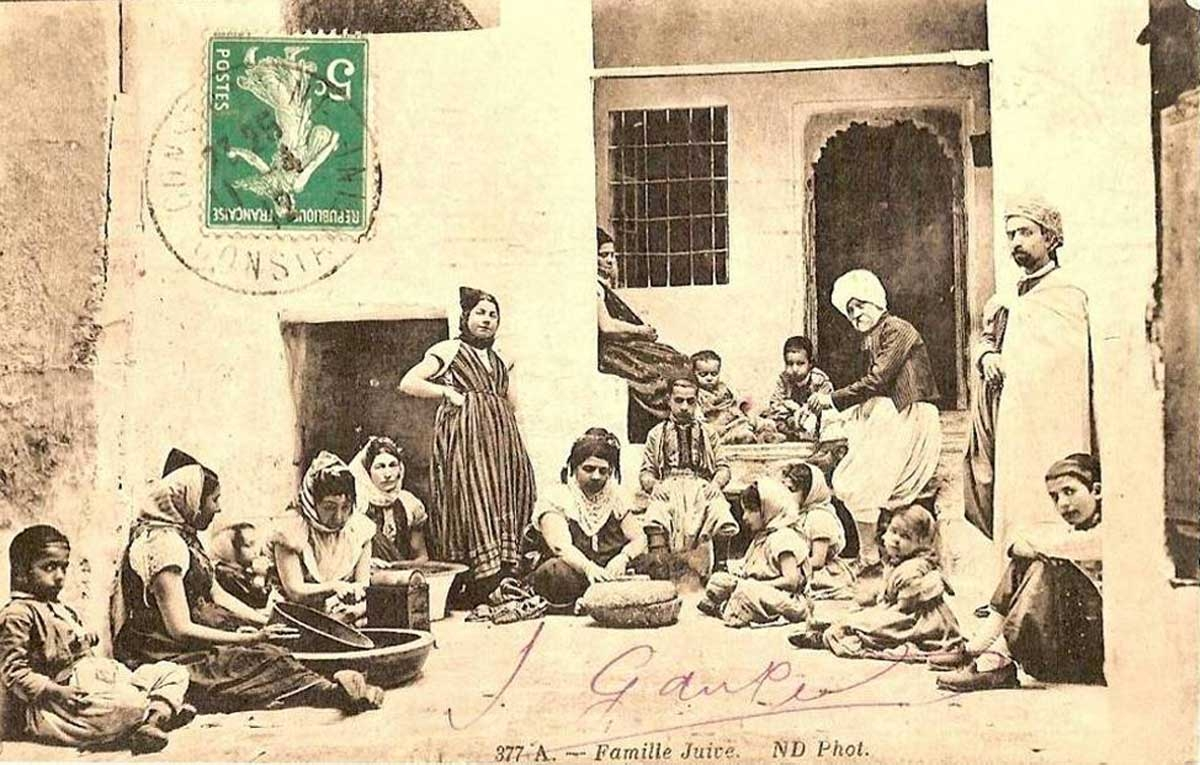
Famille juive à Constantine vers 1900

Des inspecteurs de l'Alliance israélite universelle (AIU) dressent un sombre tableau moral et matériel des Juifs de Constantine, malgré un boom démographique : 3 496 juifs en 1849 et 7 186 en 1896. En 1936, le grand rabbin Maurice Eisenbeth estime que 90 % de la population vit dans la pauvreté et que la majorité des familles vit dans une seule pièce. Sur les 127 débits de boisson de Constantine. 48 sont à clientèle juive dont 28 rue de France, la principale artère du ghetto, entretenant oisiveté et misère". Les terres de colonisation qui auraient pu diminuer le chômage sont interdites aux Juifs qui, de plus, n'ont pas de tradition paysanne, habitués uniquement aux conditions citadines. Il n'y a que 3 juifs agriculteurs à Constantine. En revanche, il y a de nombreux ateliers de couture. D'après les registres d'état civil, les juifs sont très nombreux à être tailleurs d'habits, ou travaillent dans des ateliers de Bijouteries/Orfèvrerie; les femmes sont couturières.
En 1865, 244 juifs algériens demandent leur naturalisation française, à la suite du senatus consulte de Napoléon III.
Les Juifs renoncent aux tribunaux rabbiniques, s’il y a prise de la nationalité française. Il apparaît dans la communauté la volonté d’égalité juridique et de sortie du statut du dhimmi. En 1870, la petite bourgeoisie et les commerçants  quittent le ghetto, comme dans le reste du pays[réf. nécessaire]. Le Décret Crémieux du 24 octobre 1870 naturalise tous les Juifs d’Algérie. En 1871, le décret Thiers-Lambrechts en réduit les bénéficiaires. En 1928, la loi Loucheur et la construction des habitations à bon marché (HBM) vont permettre petit à petit aux fonctionnaires et aux petits employés juifs d'abandonner le ghetto. L’immense majorité constituant la masse pauvre reste elle dans ce ghetto[évasif].

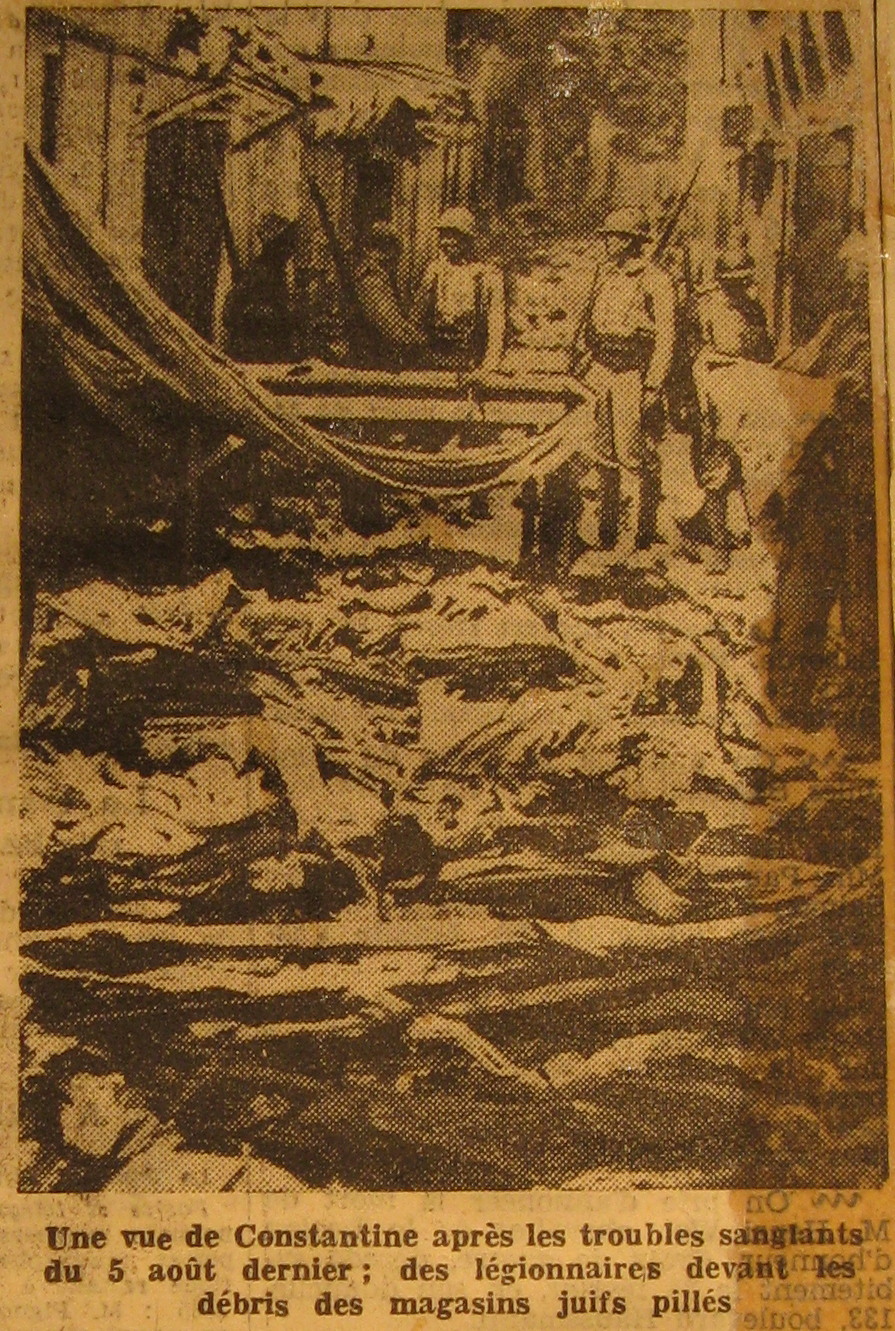
® Photo parue dans Le Matin du 28.02.1935

Le 5 août 1934, alors que depuis quelque temps, le directeur et les collaborateurs du quotidien L’Éclair algérien entretenaient une campagne agressive et haineuse contre les Juifs d'Algérie, « responsables de tous les maux du pays et des souffrances de sa population musulmane », attisant la haine entre les communautés juive et musulmane et les Croix-de-Feu ayant des assises solides à Constantine et agitant les partis et organisations extrémistes avec la crise mondiale des années 1930 et l'arrivée au pouvoir des Nazis en 1933, en Allemagne, contribuent à ce climat de haine anti-juive. Cette campagne culmine par des émeutes anti-juives faisant une dizaine de morts, juifs pour la plupart. À l'origine de ces émeutes, une prétendue insulte d'un Juif éméché, nommé Eliahou Khalifa, envers un musulman. Khalifa, rentrant ivre chez lui, aurait uriné sur le mur de la mosquée Sidi Lakhdar, injurié un groupe de musulmans et aurait professé des propos injurieux envers le Prophète Mohammad. Entre les musulmans et les locataires de l’immeuble de Khalifa commence alors une bataille et des coups de feu retentissent. Un musulman blessé par balle décèdera un peu plus tard. 6 magasins juifs sont saccagés et plusieurs voitures abimées. Les grandes personnalités algériennes musulmanes et juives, prêchant la modération, ne parviennent pas à rétablir le calme. Les forces de police et l'armée mirent une semaine avant d'intervenir et rétablir le calme. Bilan, 28 morts hommes, femmes et enfants juifs, 2 morts arabes, près de 50 blessés et 200 boutiques et magasins juifs saccagés ou incendiés,.
Les émeutes se propagent également dans tous les villages ou petites villes aux alentours (pourtant parfois à plus de cent kilomètres de là) où des Juifs résident : Aïn Baïda, Bizot, Mamma-Plaisance, Jemmapes, Kroubs, Kenchala et même Bougie. La vieille maison mauresque de la famille juive Tenoudji-Cohen installée à Aïn Baïda est saccagée durant les émeutes, laissant une dizaine de blessés et plusieurs dizaines de magasins pillés.
Cependant, des voisins ou des inconnus musulmans et européens ont sauvé de nombreux Juifs lors des émeutes. L’historien Robert Attal doit sa propre survie à un fellah de Bizot, un certain Serradj Abdallah qui a caché Attal, sa mère et ses frères dans son gourbi. Un médecin musulman a également alerté tôt le matin du 5 août Benjamin et Mardochée Cohen-Tannoudji de l’imminence du danger.
En octobre 1940, est abrogé le décret Cremieux par Pétain. 28-30 octobre 1940 : les juifs redevenus indigènes sont exclus de la fonction publique ainsi que d'une série de professions : médecins, avocats, enseignants, sages femmes..... Les enfants sont exclus des écoles. Le 20 octobre 1943, le Général Giraud abroge une seconde fois le décret Crémieux après le débarquement allié (aidé par l'opération Torch, à laquelle ont participé plusieurs résistants juifs d Alger et d'Oran : Aboulker, Carcassonne, etc.). De Gaulle rétablira ce décret en octobre 1943. Les Juifs sont des citoyens français qui partagent avec les arabes le parler arabe, la musique, certaines pratiques culinaires cf Attal"/>, Allouche-Benayoun et Bensimon. En 1950, apparait une fraction importante de la communauté juive dans la fonction publique. Les Juifs votent beaucoup à gauche et sont à la SFIO, au Front populaire, dans les syndicats enseignants, au parti communiste à partir de 35/36[réf. nécessaire]. Plus tard, [Quand ?]vers 1945/50, certains accèdent à la franc-maçonnerie[réf. nécessaire]. Le 20 août 1955, des bombes explosent rue Caraman, au cinéma ABC où meurt le neveu de Ferhat Abbas.
Le 19 mai 1956 a lieu un attentat dans un café juif rue des Cigognes puis le 2 mai 1957 un autre à la grenade au marché Négrier. On assiste au départ des premiers Juifs, qui vont déménager vers les quartiers européens de Saint-Jean et le 22 juin 1961 est assassiné place Négrier, de Raymond Leyris (Cheikh Raymond), chanteur musicien de Malouf, éminemment populaire dans la communauté juive et musulmane. C'est le signal déclencheur du deuxième départ des Juifs de Constantine vers la métropole. De Mars 1962 à juin 1962, trois mois après les accords d'Évian du 19 mars 1962, les 3/4 de la communauté juive vont quitter la ville. Le 27 mai 1962, la communauté israélite de Constantine décide de quitter l'Algérie. La majorité s'exile en France métropolitaine et connait une bonne intégration sociale où, en l'espace d'une génération, les métiers traditionnels (commerçants, etc.) disparaissent pour les professions de médecins, avocats, universitaires, etc.

## Après l'indépendance

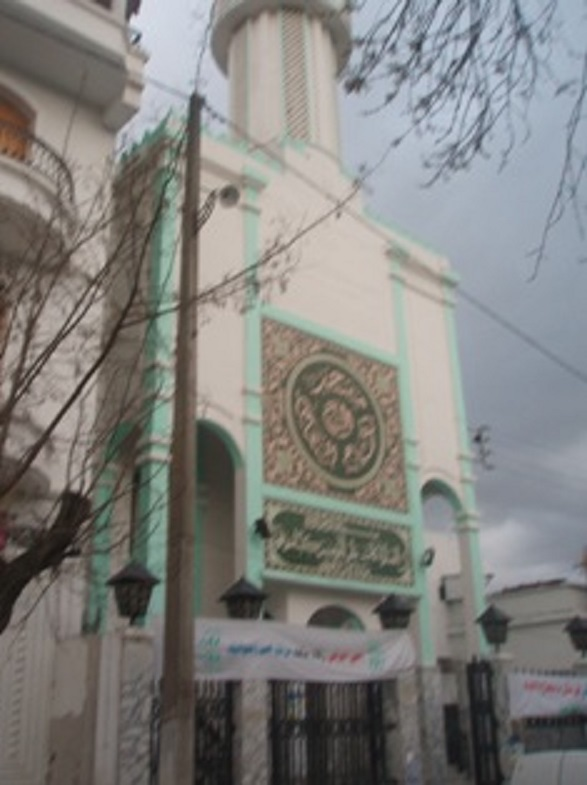
Ancienne synagogue de Sidi Mabrouk à Constantine, construite vers 1935, devenue une mosquée

1967 : le reste de la communauté part après la guerre des Six Jours.